# جوزيه أورتيز
جوزيه أورتيز (بالإنجليزية: Jose Ortiz)‏ هو فارس أمريكي، ولد في 2 أكتوبر 1993 في Trujillo Alto, Puerto Rico ‏ في الولايات المتحدة.